# Verdurisch
Het Verdurisch (Verdurisch: soa Sfahe, Engels: Verdurian) is een kunsttaal van het artistieke genre, in 1978 vervaardigd door de Amerikaan Mark Rosenfelder. Het is onderdeel van Rosenfelders Almea, een op de aarde gelijkende, tot in de kleinste details uitgewerkte fantasiewereld, waar het de taal is van het land Verdurië.
Evenals in J.R.R. Tolkiens fantasiewereld Midden-Aarde kent Almea vele talen. Het Verdurisch maakt deel uit van een complete taalfamilie: het kent dialecten en zustertalen, het stamt af van een uitgestorven klassieke taal (het Cadhinor), die op zijn beurt weer afstamt van een proto-taal, en de gehele ontwikkelingsgang van proto-taal tot moderne taal wordt tot in de details blootgelegd. Ook zijn er andere taalfamilies aanwezig, die het Verdurisch in meer of mindere mate hebben beïnvloed. De gelijkenis met de Indo-Europese talen is onmiskenbaar, evenals het feit dat het Verdurisch daarbinnen het West-Europese element vertegenwoordigt. De taal zelf is naturalistisch, inclusief de onregelmatigheden die kenmerkend zijn voor een natuurlijke taal. Daarnaast kent het Verdurisch een eigen schrift.
Oorspronkelijk ontwierp Rosenfelder het Verdurisch voor een Dungeons and Dragons-campagne waaraan hij deelnam. Het was zijn bedoeling een Europees klinkende taal te maken, waarbij hij zich vooral liet inspireren door het Frans, het Duits, het Russisch en het Latijn, alsmede in mindere mate door het Esperanto en het Grieks, zonder dat het Verdurisch echter veel gelijkenis mocht vertonen met één taal in het bijzonder. Een deel van de woordenschat is weliswaar gebaseerd op bestaande talen, maar de taal kent ook vele a priori-woorden. Sinds 1978 is de taal aan diverse veranderingen onderhevig geweest, niet alleen door Rosenfelders toegenomen kennis van de taalkunde, maar ook onder invloed van andere talen, die binnen dezelfde fantasiewereld door Rosenfelder werden ontwikkeld.
Van alle talen van Almea is het Verdurisch de grootste en bekendste. Met een woordenschat van 5500 (stand 2002) behoort het tevens tot de beter ontwikkelde kunsttalen, zeker wanneer men zich beperkt tot talen die voor artistieke doelstellingen zijn gemaakt. Het Verdurisch wordt dikwijls aangehaald als het voorbeeld bij uitstek van kunsttalen, die dankzij het Internet bekend zijn geworden. Het beschikt over een trouwe schare fans, van wie sommigen de taal ook daadwerkelijk hebben geleerd en er af en toe in communiceren.

## Voorbeeldtekst
Onze Vader
Verdurisch
Piro tan ke ei im Oränan,
iřodom esane nom lë.
Dálua lë žanene, vulei lë zet suvane,
sur Almean com im Oränan.
Tam danei eludëno tutan yon taë.
Er tan ďiloranei devämi taë,
com otál ta ďiloram deveci taë.
Er řo tam duisireu im iskuša,
ac tam imřisanei is cheltán.
Nederlands
Onze Vader, die in de Hemel zijt,
Uw Naam worde geheiligd.
Uw Rijk kome,Uw Wil geschiede,
op aarde zoals in de Hemel.
Geef ons heden ons dagelijks brood
en vergeef ons onze schulden,
zoals ook wij vergeven aan onze schuldenaren
en breng ons niet in beproeving
maar verlos ons van het kwade.